# Irak en los Juegos Olímpicos de Moscú 1980
Irak estuvo representado en los Juegos Olímpicos de Moscú 1980 por un total de 43 deportistas masculinos que compitieron en 5 deportes.
El equipo olímpico iraquí no obtuvo ninguna medalla en estos Juegos.